# Cockney Rejects
Cockney Rejects es una banda de Punk y oi! que se formó en 1979, en el barrio en East End de Londres. La banda provenía de clase obrera y la mayoría de sus seguidores provenían de las clases más bajas de Inglaterra. Fueron inspirados principalmente por Sham 69.
La idea del formar el grupo surgió de la idea de dos hermanos, Micky y Geoff Geggus. Pronto se unió Vince Riordan. Después, aparecería Jimmy Pursey, que a mediados de 1979, acuerda la producción de la primera maqueta del grupo. Tres meses después salía a la calle el que fue el primer E.P. Flares & Slippers, que fue editado por Small Wonder Records. 
El grupo congenió rápidamente, además todos tenían un nexo en común, tenían pasión por el fútbol y compartían los colores del West Ham United. Los primeros temas que grabaron ya tenían connotaciones futbolísticas, y situaron a la banda en una postura propia del movimiento hooligan. La violencia está presente en sus letras y a menudo se refleja en sus conciertos.
El grupo estaba formado por:
- Jeff Geggus, a.k.a «Stinky» Turner (vocal)
- Mick Geggus (guitarra)
- Chris Murrell (bajo)
- Paul Harvey (batería)

## Albums, EP and singles
- "Flares & Slippers" (Small Wonder, 1979)
- "I'm Not A Fool" (EMI, 1979)
- "Greatest Hits Volume" (EMI, 1980)
- "Bad Man" (EMI, 1980)
- "The Greatest Cockney Rip Off" (EMI/Zonophone, 1980)
- "I'm Forever Blowing Bubbles" (EMI/Zonophone, 1980)
- "We Can Do Anything" (EMI/Zonophone, 1980)
- "Greatest Hits Volume 2" (EMI/Zonophone, 1980)
- "We Are The Firm" (EMI/Zonophone, 1980)
- "Easy Life" (EMI/Zonophone, 1981)
- "Greatest Hits Volume 3" (EMI/Zemaphone, 1981)
- "On The Streets Again" (EMI/Zonophone, 1981)
- "The Power And The Glory" (EMI/Zonophone, 1981)
- "Till The End Of The Day" (AKA 1982)
- "The Wild Ones" (AKA1, 1982)
- "Quiet Storm" (Heavy Metal Records, 1984)
- "Back To The Start" (Heavy Metal Records, 1984)
- "Unheard Rejects" (Wonderful World Records, 1985)
- "Lethal" (Neat Records, 1990)
- "The Punk Singles Collection" (Dojo, 1997)
- "Greatest Hits Volume 4" (Rhythm Vicar, 1997)
- "Out Of The Gutter" (Captain Oi Records, 2003)
- "Unforgiven" (G&R Records, 2007)
- "East End Babylon" (2012)
- "Chapecoense" (2017)
- "Goodbye Upton Park" (2016)
- "Power Grab" (2022)

## Recopilaciones
- "Oi!" - The Album (1980)
- "Total Noise" (1983)
- "Lords Of Oi!" (Dressed To Kill, 1997)
- "Back On The Street" (Victory Records, 2000)
- "Addicted To Oi!" (2001)